# Lerista occulta
Lerista occulta là một loài thằn lằn trong họ Scincidae. Loài này được Smith & Adams mô tả khoa học đầu tiên năm 2007.